# Brugny-Vaudancourt
Brugny-Vaudancourt è un comune francese di 455 abitanti situato nel dipartimento della Marna, nella regione del Grand Est.

## Società

### Evoluzione demografica
Abitanti censiti